# Naoko Fukazu
Naoko Fukazu, (född 1944) var en japansk före detta bordtennisspelare och världsmästare i singel och lag. Hon var även asiatisk mästare i Dubbel, mixed dubbel och lag.
Fukazus största merit är singeltiteln i VM 1965 då hon vann över Lin Huiching i finalen. Huiching kom sedan att vinna singeltiteln sex år senare i Nagoya.
Fukazu spelade spelade bara två VM 1965 och 1967. Hon vann under dessa sju medaljer två guld, fyra silver och ett brons.

## Meriter
- Bordtennis VM
  - 1965 i Ljubljana
    - 1:a plats singel
    - 3:e plats mixed dubbel (med Kei Konaka)
    - 2:a plats med det japanska laget

  - 1967 i Stockholm
    - 2:a plats singel
    - 2:a plats dubbel (med Noriko Yamanaka)
    - 2:a plats mixed dubbel (med Koji Kimura)
    - 1:a plats med det japanska laget

- Asiatiska mästerskapen TTFA/ATTU
  - 1964 i Seoul
    - 1:a plats dubbel (med Masako Seki)
    - 1:a plats mixed dubbel (med Ken Konaka)
    - 1:a plats med det japanska laget

- Asian Games
  - 1966 i Bangkok
    - 1:a plats singel
    - 1:a plats dubbel
    - 1:a plats mixed dubbel
    - 1:a plats med det japanska laget